# Грабарје (Подцркавље)
Грабарје је насељено место у саставу општине Подцркавље у Бродско-посавској жупанији, Република Хрватска.

## Историја
До територијалне реорганизације у Хрватској налазило се у саставу старе општине Славонски Брод.

## Становништво
На попису становништва 2011. године, Грабарје је имало 286 становника.

## Попис1991.
На попису становништва 1991. године, насељено место Грабарје је имало 304 становника, следећег националног састава:
| Попис 1991.‍ | Попис 1991.‍ | Попис 1991.‍ | Попис 1991.‍ | Попис 1991.‍ |
| ----------- | ----------- | ----------- | ----------- | ----------- |
|             |             |             |             |             |
| Хрвати      | Хрвати      |             | 301         | 99,01%      |
| Срби        | Срби        |             | 3           | 0,98%       |
| укупно: 304 |             |             |             |             |